# Ministère de la Justice (Japon)
Pour les articles homonymes, voir Ministère de la Justice.
Le ministère de la Justice (法務省, Hōmu-shō) est un des départements ministériels du Cabinet du Japon, officiellement traduit en anglais en Ministry of Justice (MoJ).

## Historique
Il s'agit de l'un des plus anciens ministères japonais, créé durant la réforme Meiji tout d'abord en 1869 sous le nom de Keibu-shō (刑部省), soit littéralement ministère des Affaires pénales, puis en 1871 sous le nom de Shihō-shō (司法省), à savoir littéralement ministère de direction de la loi. Il avait alors un champ de compétence particulièrement vaste, allant jusqu'à superviser les travaux des cours de justice.
Cependant, après la Seconde Guerre mondiale et la Constitution de 1947, l'autorité sur les différentes cours est transférée à la Cour suprême et le ministère de la Justice est même supprimé le 15 février 1948 pour être remplacé par un simple Bureau du Procureur général (法務庁, Hōmu-chō). Le terme de Hōmu sert alors à désigner le membre du cabinet chargé des affaires judiciaires et est traduit en procureur général, à l'instar du procureur général des États-Unis.
Cette administration va alors progressivement augmenter en importance : dès le 1er juin 1949, le Hōmu-chō est rebaptisé en Hōmu-fu (法務府), pour la même traduction, tandis que le procureur général est désormais assisté de plusieurs adjoints.
Il faut attendre un remaniement dans le 49e cabinet du Japon, le 3e dirigé par Shigeru Yoshida, pour voir le ministère de la Justice pleinement recréé sous son nom actuel, le procureur général étant remplacé dès lors par un ministre de la Justice (法務大臣, Hōmu-daijin). Ce département n'a pratiquement pas été transformé depuis, si ce n'est la suppression de l'un de ses 7 bureaux internes ainsi que de plusieurs directions d'autres bureaux qui ont alors disparu ou ont été combinés lors du plan de réorganisation du gouvernement central lancé le 6 janvier 2001 lors du remaniement du deuxième cabinet de Yoshirō Mori.

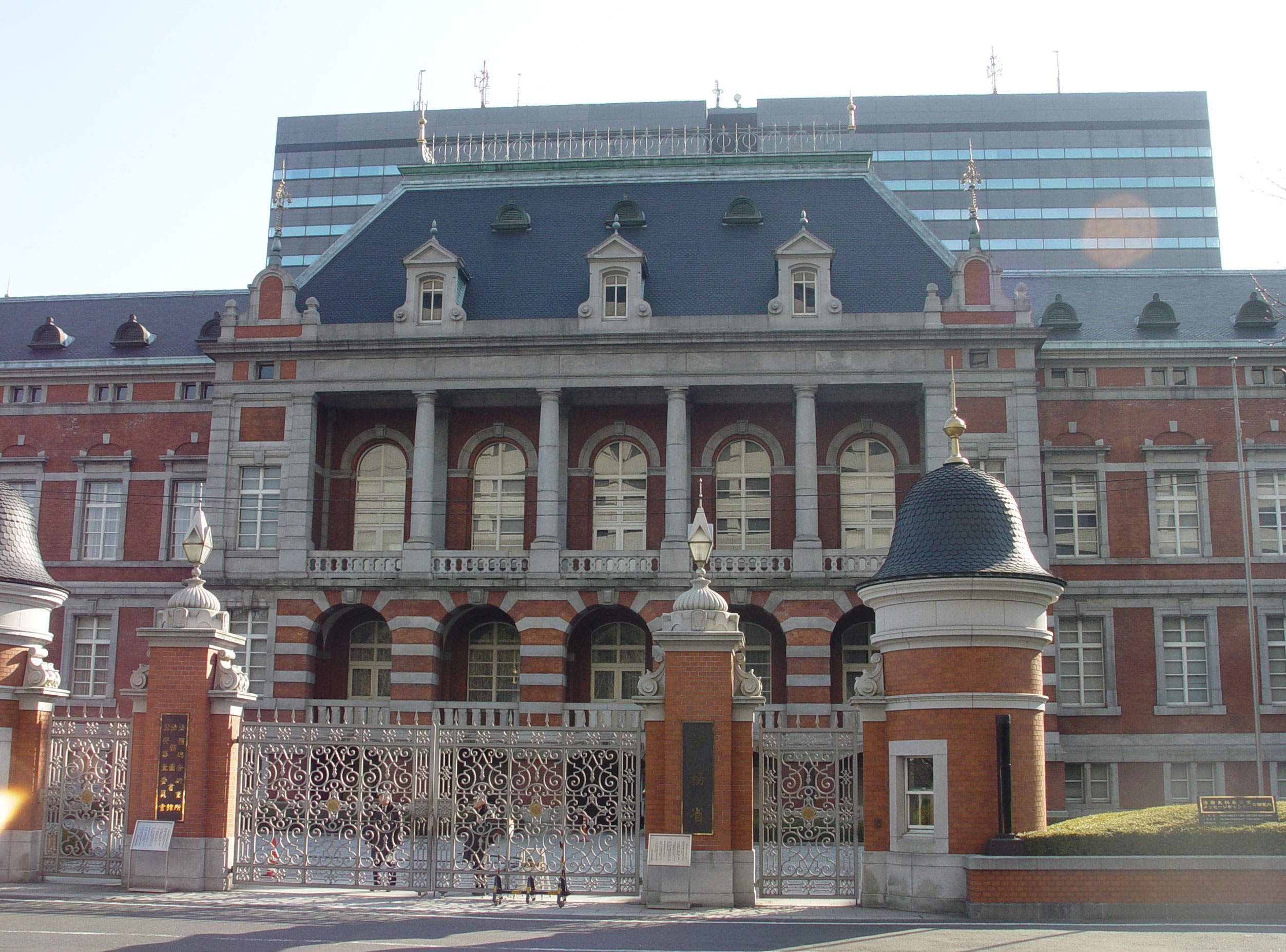
L'ancien et le nouveau bâtiment du ministère de la Justice, respectivement au 1er et 2e plan.

Il siège au 1-1-1 Kasumigaseki, Chiyoda-ku à Tokyo, juste à côté de la porte Sakura (ou porte des Cerisiers) du Kōkyo. Il comprend un ancien bâtiment en brique rouge, inauguré en décembre 1895 et qui fut le seul et unique siège du ministère jusqu'en 1990, restauré à plusieurs reprises notamment après la guerre entre 1948 et 1950 et de nouveau à la fin des années 1980. Dernier représentant des bâtiments gouvernementaux construits durant l'ère Meiji, cet édifice abrite aujourd'hui l'Institut de recherche et de formation, la bibliothèque et le musée du ministère de la Justice. Sinon, juste derrière l'ancien bâtiment a été construit un autre plus moderne pour servir de ministère de la Justice à proprement parler. Il a été inauguré le 30 juin 1990 et consiste en un immeuble de granite rose du Canada de 25 niveaux dont 4 souterrains. 
Il est actuellement dirigé, depuis le 1er octobre 2024, par Hideki Makihara, au sein du 102e cabinet du Japon, emmené par Shigeru Ishiba.

## Missions
Ses attributions principales concernent :
- le respect de la loi et l'application du droit pénal, public, privé, immobilier ou notarial,
- le système judiciaire,
- le système carcéral,
- la peine capitale, chaque ordre d'exécution devant être signé par le ministre de la Justice,
- la réhabilitation des personnes ayant payé leur dette à la société,
- la défense des droits et libertés individuels,
- le droit immobilier et notarial,
- le contrôle de l'immigration et des étrangers vivant sur le sol japonais.

## Administration interne

### Ministre, vice-ministre et secrétaire parlementaire
- Ministre (大臣, Daijin?) :

| Personnalité    | Parti | Faction | Diète        | Circonscription              |
| --------------- | ----- | ------- | ------------ | ---------------------------- |
| Hideki Makihara | PLD   |         | Représentant | Nord-Kantō (proportionnelle) |

- 1er vice-ministre (副大臣, Fuku-daijin?) :

| Personnalité   | Parti | Faction | Diète        | Circonscription      |
| -------------- | ----- | ------- | ------------ | -------------------- |
| Shigeyuki Gotō | PLD   | -       | Représentant | Nagano (4e district) |

- Secrétaire parlementaire (政務官, Seimukan?) :

| Personnalité      | Parti | Faction | Diète        | Circonscription      |
| ----------------- | ----- | ------- | ------------ | -------------------- |
| Masahito Moriyama | PLD   | Kishida | Représentant | Hyōgo (1er district) |

### Vice-ministre administratif
Le « vice-ministre administratif » (事務次官, Jimu-jikan) est au Japon le haut fonctionnaire placé au sommet hiérarchique de l'administration d'un ministère, juste après le ministre, les premiers vice-ministres et les secrétaires parlementaires qui sont eux des hommes politiques membres du gouvernement. Depuis la réforme de 1998, appliquée en 2001, il n'y en a plus qu'un par ministère. Le vice-ministre administratif assiste le ministre dans des domaines tels que maintenir l'ordre dans les affaires administratives du ministère ou superviser le travail des divisions, bureaux, institutions affiliées et bureaux locaux. Jusqu'en 2009, une conférence des vice-ministres administratifs (事務次官等会議, Jimu-jikan-tō kaigi) de chaque ministère se réunissait deux fois par semaine (le lundi et le jeudi), un jour avant un conseil des ministres, pour coordonner les dossiers à l'ordre du jour de ce dernier. Cette réunion, critiquée tout particulièrement par le PDJ et de manière générale par les membres de l'opposition au PLD comme l'un des principaux symboles de la trop forte place laissée aux hauts-fonctionnaires dans la direction de l'État au détriment des hommes politiques, a été supprimée dès l'arrivée au pouvoir des démocrates en septembre 2009. L'actuel vice-ministre administratif de la Justice est, depuis le 14 juillet 2009, Kotarō Ōno (il était, avant son accession à ce poste, directeur du Bureau des Affaires criminelles).

### Services administratifs
- Secrétariat du ministre (大臣官房, Daijin kanbō?)
- Bureau des Affaires civiles (民事局, Minji kyoku?) : s'occupe de l'immatriculation des compagnies et des biens immobiliers, de l'enregistrement familial, de la nationalité, des dépôts, du corps notarial, de la greffe, des enquêteurs fonciers ou immobiliers, ainsi que la rédaction des lois touchant au droit civil fondamental (Code civil, code de procédure civil, code commercial, notamment).
- Bureau des Affaires criminelles (刑事局, Keiji kyoku?) : s'occupe de contrôler et de superviser les services administratifs des procureurs publics (検察官, Kensatsukan?) (représentants du ministère public au Japon chargés notamment des enquêtes et de l'instruction des affaires criminelles), de la planification et du renforcement des structures et administrations liées à ces procureurs publics, de la gestion de la législation criminelle ainsi que de la coopération judiciaire (notamment dans le cadre de l'assistance mutuelle dans des enquêtes criminelles internationales ou encore l'extradition de criminels ou fugitifs).
- Bureau de Correction (矯正局, Kyōsei kyoku?) : dirige et supervise les institutions carcérales et correctionnelles japonaises.
- Bureau de Réhabilitation (保護局, Hogo kyoku?) : s'occupe de superviser les libérations et libertés sur parole, des périodes de probation, des remises de peine, le travail concernant les amnisties et grâces, la réinsertion des anciens détenus dans la société mais également tout ce qui concerne la prévention des crimes ou encore le traitement médical des personnes à troubles psychologiques dangereuses pour les autres ou pour elles-mêmes.
- Bureau de Défense des droits de l'Homme (人権擁護局, Jinken-yōgo kyoku?) : s'assurer du respect des libertés et droits fondamentaux des citoyens japonais, notamment par des campagnes de sensibilisation.
- Bureau de l'Immigration (入国管理局, Nyūkoku-kanri kyoku?) : s'occupe de l'administration de l'immigration à savoir la régulation des entrées sur le sol japonais, la gestion des statuts de résidence des étrangers, ainsi que tout ce qui concerne les expulsions, la reconnaissance du statut de réfugié et l'enregistrement des étrangers résidents.

### Institutions affiliées ou Offices
Quatre-vingt-douze « Institutions affiliées » ou « Offices » (施設等機関, Shisetsutō kikan) sont liées au ministère :
- soixante-neuf prisons (刑務所, Keimusho?),
- sept prisons pour enfants (少年刑務所, Shōnen keimusho?),
- huit centres de détentions (拘置所, Kōchisho?),
- sept maisons pour enfants (少年院, Shōnen-in?),
- cinquante-deux centres de rééducation pour jeunes garçons (少年鑑別所, Shōnen kanbentsusho?),
- une maison de redressement pour femmes (婦人補導院, Fujin hodō-in?),
- trois camps pour immigrés (入国者収容所, Nyūkokusha shūyōjo?),
- l'Institut de recherche pour les affaires judiciaires (法務総合研究所, Hōmu sōgō kenkyūjo?),
- neuf Centres de formation et de correction (矯正研修所, Kyōsei kenshūsho?).

### Institution spéciale

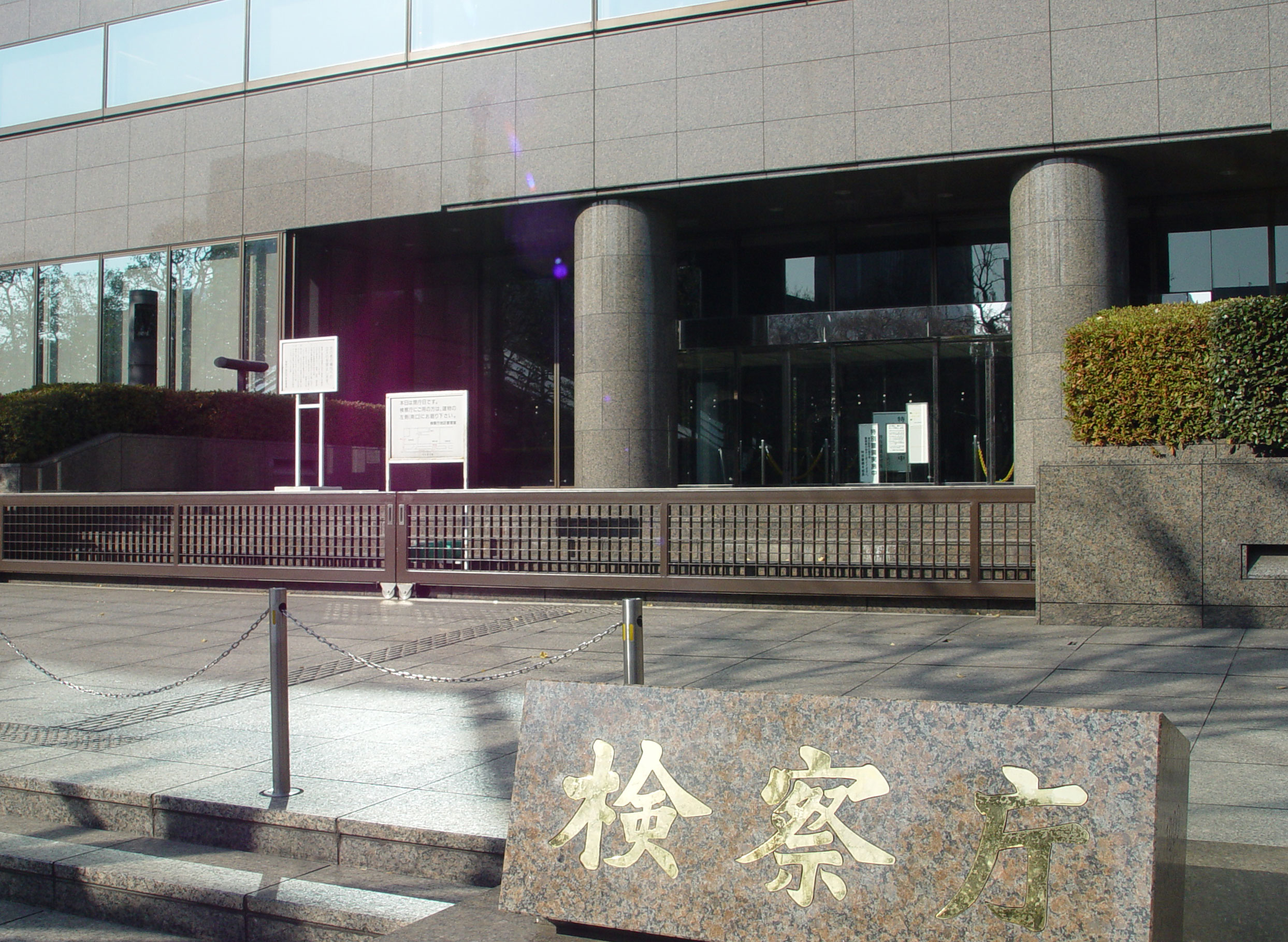
Le siège central du Bureau des procureurs publics, dans le bâtiment du ministère de la Justice.

Une « Institution spéciale » ou « Organisation attachée » (特別の機関, Tokubetsu no kikan) dépend du ministère :
- le Bureau des Procureurs publics (検察庁, Kensatsu-chō?), qui comprend l'ensemble des services administratifs des Procureurs publics. Il comprend notamment le Bureau des Procureurs publics suprêmes (最高検察庁, Saikō-kensatsu-chō?), qui siège dans le même bâtiment que le ministère de la Justice et qui abrite donc les bureaux des Procureurs auprès de la Cour suprême.

### Bureaux locaux
Le ministère dispose de huit Juridictions de correction (矯正管区, Kyōsei kanku), soit une dans chacune des huit régions du Japon, pour y relayer l'action du ministère en matière de gestion du système pénitentiaire. De même, il existe huit Commissions régionales de réinsertion et de protection (地方更生保護委員会, Chihō kōsei hogo iinkai), huit Bureaux des affaires judiciaires (法務局, Hōmu kyoku) et quarante-deux Bureaux régionaux des affaires judiciaires (地方法務局, Chihō hōmu kyoku), huit Bureaux régionaux de gestion de l'immigration (地方入国管理局, Chihō nyūkoku kanri kyoku) et cinquante Bureaux d'observation et de protection (保護観察所, Hogo kansatsu jo). 

### Organes consultatifs
Six « Organes consultatifs » ou « conseils » (審議会, Shingikai) assistent le ministère dans ces missions :
- la Commission des examens de la Justice (司法試験委員会, Shihō shiken iinkai?),
- le Conseil d'examen des candidats procureurs (検察官適格審査会, Kensatsukan tekikaku shinsakai?),
- le Conseil d'examen de la réinsertion et de la protection (中央更生保護審査会, Chūō kōsei hogo shinsakai?),
- la Commission d'estimation des centres nationaux d'aide judiciaire (日本司法支援センター評価委員会, Nohon shihō shien sentā hyōka?),
- le Conseil de la législation (法制審議会, Hōsei shingikai?),
- le Conseil d'examen des nominations spéciales ou équivalent des procureurs et notaires (検察官・公証人特別任用等審査会, Kensatsukan - Kōshōnin tokubetsu ninyō-tō shinsakai?).

### Organes indépendants
Le ministère de la Justice est également l'autorité délégatrice pour deux « Bureaux extérieurs » ou « Organes indépendants » (外局, Gai kyoku) :
- la Commission nationale des examens de la Sécurité publique (公安審査委員会, Kōanshinsa Iinkai?),
- l'Agence d'investigation de sécurité publique (公安調査庁, Kōanchōsa-chō?), le principal service de renseignement japonais.

## Particularités
La particularité du système japonais réside dans le fait que les japonais préfèrent régler leurs différends par la conciliation et la médiation plutôt que par les tribunaux.